# 涿州 (古代)
涿州，唐朝时设置的州。
大历四年（769年）析幽州的范阳县、归义县、固安县置，治所在范阳县（即今河北省涿州市）。下领五县：范阳县、归义县、固安县、新昌县、新城县。辖境相当今河北省涿州市、雄县及固安等地。
五代时，为后晋割让予契丹的燕云十六州之一。北宋末年，宋朝政府曾短暂收回，复又被金国所占。元太宗八年（1236年）升为涿州路，中统四年（1263年）复降为涿州。明朝洪武初年，省范阳县入州，仅领一县：房山县，属顺天府。民国初年，全国废府州厅改县，于1913年降为涿县。
涿州刺史
- 朱某（大历年间）
- 卢昌嗣（大历年间）
- 刘怦（782年—785年）
- 刘澭（786年）
- 阳德融（789年）
- 刘源（800年）
- 朱某（贞元年间）
- 张道晏（元和年间）
- 陈邕（元和年间）
- 张皋（821年）
- 李思勍（长庆年间）
- 朱连（825年）
- 李载宁（828年—829年）
- 史再新（835年—838年）
- 周玙（846年—848年）
- 张仲至（848年）
- 张允皋（863年）
- 李匡实（咸通年间）
- 常尚贞（897年）[3]

## 相关
- 燕雲十六州